# Iduna-Zentrum (Göttingen)
Das Iduna-Zentrum ist ein stadtbildprägender Gebäudekomplex aus Wohnhochhaus, Bürohäusern und ursprünglich auch einem Einkaufszentrum am Weender Tor, dem Rand der Innenstadt von Göttingen.
Es wurde von der Hamburger Iduna Vereinigte Lebensversicherung, die heute zur Signal Iduna Gruppe gehört, erbaut und 1975 fertiggestellt. Geplant wurde es vom Göttinger Architekten Friedrich Wagener.

## Lage
Das Iduna-Zentrum liegt nördlich der Göttinger Altstadt auf einem etwa dreieckigen Areal zwischen Weender Landstraße und Maschmühlenweg und steht auf einer Höhe von etwa 148 m ü. NN. Zum Gebäudekomplex gehören die Adressen Weender Landstraße 1, 3, 5 und 7 sowie Maschmühlenweg 2, 4 und 6. Östlich benachbart ist das so genannte Opel-Hochhaus (Weender Landstraße 6) mit angrenzenden Geschäftsgebäuden, eine Tankstelle sowie ein damaliger Teil des Geisteswissenschaftlichen Zentrums (GWZ) der Georg-August-Universität Göttingen. Nördlich des Gebäudekomplexes befinden sich weitere Geschäftshäuser sowie anschließend der Kugelgasbehälter und der Bartholomäusfriedhof. Westlich vom Iduna-Zentrum stehen neben Wohn- und Geschäftshäusern die Gerichtsgebäude von Amtsgericht und Landgericht sowie etwas weiter das Finanzamt Göttingen. Südlich liegen auf der anderen Seite der Berliner Straße am sogenannten Weender Tor der Heinz-Erhard-Platz, dahinter der Stadtwall als Begrenzung der historischen Altstadt.
Städtebaulich bildet das stadtbildprägende Wohnhochhaus des Iduna-Zentrums zusammen mit dem Opel-Hochhaus eine auffällige Flankierung und Torsituation am Beginn der nördlichen Ausfallstraße Weender Landstraße. Die Lage an der Ausfallstraße und der ebenfalls mehrspurigen Ringstraße um die Altstadt (Berliner Straße, Nikolausberger Weg) mit begleitendem Fahrradschnellweg ist stark durch die Verkehrsströme geprägt.

## Architektur

### Gliederung

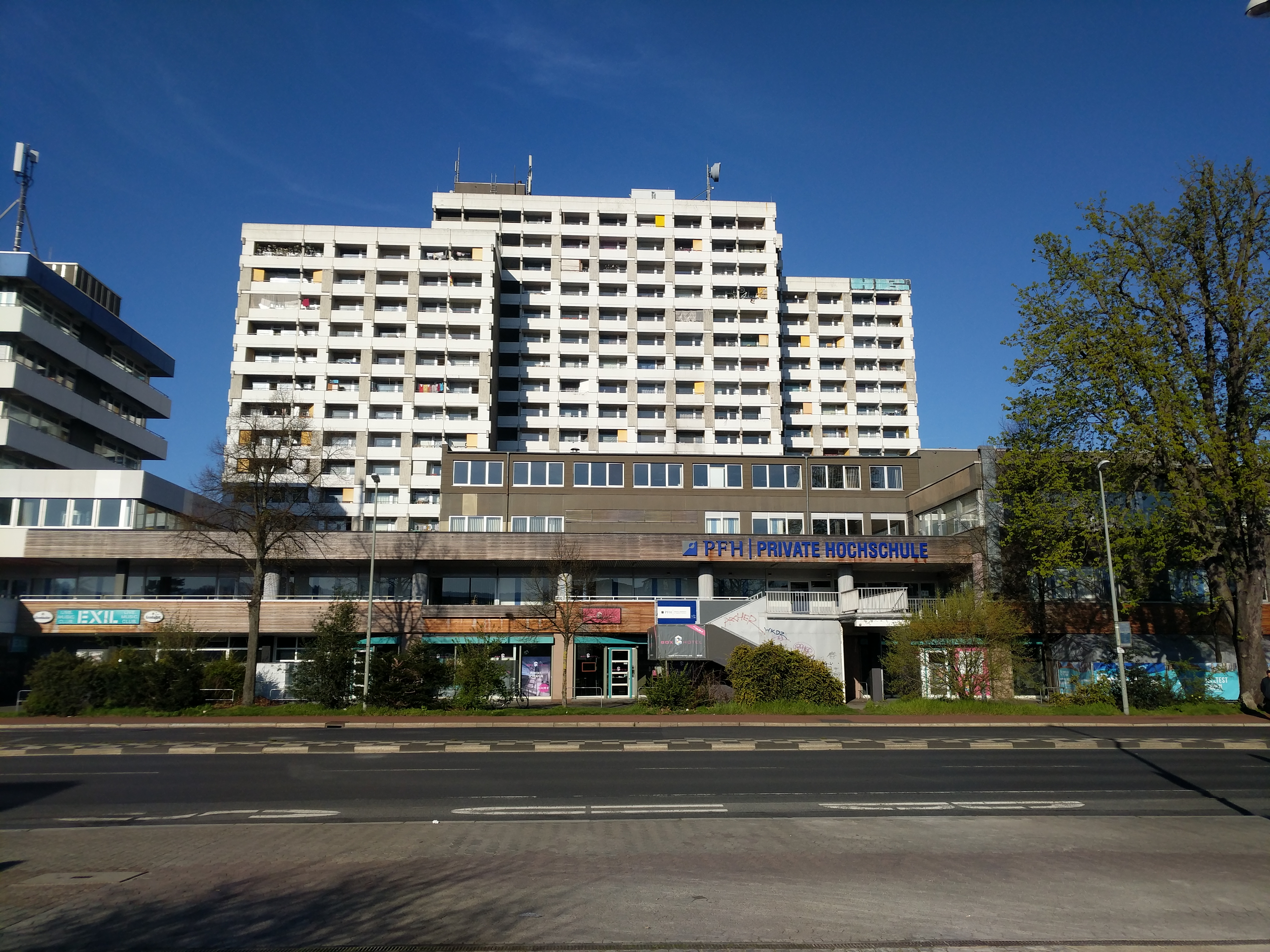
Teilansicht des Iduna-Zentrums von Osten

Das Gebäude ist auf einem etwa 14.500 m² großen Grundstück errichtet und umfasst einen umbauten Raum von etwa 127.000 m³ ohne die später aufgesetzten Geschosse des südwestlichen Bürohauses. Geplant waren 16.800 m² Wohnfläche in 407 Appartements, 3400 m² Bürofläche und 3800 m² Einkaufsfläche. In den Parkebenen sollten 420 PKW abgestellt werden können.
Der Gebäudekomplex des Iduna-Zentrums ist in mehrere Bauten gegliedert: Im Süden ein viergeschossiges Bürohaus (Maschmühlenweg 2), das später noch aufgestockt wurde, im Südosten ein siebengeschossiges Bürohaus mit Gastronomie im Erdgeschoss (Weender Landstraße 3), im Osten und Nordosten zwei- bis viergeschossige Bauten (Weender Landstraße 5 und 7), die ursprünglich als Einkaufszentrum mit Parkebenen geplant waren, sowie im Westen ein Wohnhochhaus, das in drei Abschnitte mit 17, 19 und 16 Stockwerken gegliedert ist (Maschmühlenweg 4 und 6). Die Etagen der Bürohäuser sind durch außen umlaufende Galerien mit durchgehender weißer Betonbrüstung und einem ebensolchen Band als Dachrandabschluss gekennzeichnet, die mit den zurückliegenden Aluminium-Fensterelementen kontrastieren und eine horizontale Gliederung des Gebäudes betonen. Die Galerie im ersten und teilweise im zweiten Obergeschoss kennzeichnet auch den Bereich des ehemaligen Einkaufszentrums, während die Oberstockwerke dort dunkel bekleidet sind und die Fenster in der Fassadenebene liegen. Das Wohnhochhaus besitzt nach Osten und Westen eine mit hellen Betonfertigteilen bekleidete Fassade, hinter deren Öffnungen Einzelbalkone liegen. Die Fenster- und Türelemente zu den Balkonen weisen auch hier Aluminiumrahmen auf. Die Betonfassadenelemente erzeugen eine Lochfassade, deren siebartig gleichmäßiges Muster durch in Teilbereichen vorgehängte graue Strukturbetonelemente individualisiert wird. Die Nord- und Südfassaden des Wohnhochhauses sind dunkel behängt mit wenigen Öffnungen.

### Erschließung
Jeder der Gebäudeteile verfügt über eine eigene Vertikalerschließung, während die Teile untereinander im ersten Obergeschoss durch großflächige Erschließungsflächen verbunden sind. Das erste Obergeschoss wurde somit als Fußgängerebene konzipiert. Der Haupteingang in den Gesamtkomplex war von Süden zurückliegend hinter den Bürogebäuden geplant, es gab und gibt aber auch Eingänge von Osten, und die einzelnen Abschnitte der Wohnhochhäuser sind durch Eingänge von Westen aus zugänglich, wo ein ebenerdiger offener Parkplatz vorgelagert ist.
Die fußläufige Erschließung von außen erfolgte sowohl im Erdgeschoss, wo hinter dem Haupteingang eine große Treppenanlage in die Fußgängerebene führte, als auch im ersten Obergeschoss, wo zwei Fußgängerbrücken das Iduna-Zentrum über die breiten Autostraßen hinweg mit der Göttinger Innenstadt und mit der Universität verbanden. In der Planungsphase war die Verbindung zur Innenstadt über die südliche Brücke zunächst nur optional vorgesehen. Diese Brücke wurde 1993 wieder abgetragen, die östliche Brücke im Jahr 2003. Verblieben ist eine Außentreppe als Zuwegung zum ersten Obergeschoss auf der Ostseite.
Die Zufahrt für Kraftfahrzeuge erfolgte von Westen vom Maschmühlenweg zum offenen Parkplatz des Wohnhochhauses und über eine nördlich des Komplexes angelegte Zufahrt von der Weender Straße zur ebenerdigen Parkebene.

### Entwurf und Konstruktion
Für die Gesamtentwurfsplanung des Iduna-Zentrums zeichnete der Göttinger Architekt Friedrich Wagener (1921–1995) verantwortlich. Die Tragwerksplanung und konstruktive Bearbeitung wurde von Edgar Rottenfusser aus Hannover vorgenommen. Als Tragkonstruktion des Wohnhochhauses wurde eine Schottenbauweise in Stahlbeton gewählt. Die übrigen Gebäudeteile sind Stahlbeton-Skelettbauten. Die Fassaden wurden mit Sichtbeton- und großformatigen Fassadenelementen versehen; die Fenster und die Teile der hinterlüfteten Vorhangfassaden waren aus Aluminium. Angeschlossen wurde die gesamte Anlage an die Fernheizung der Stadt Göttingen.

## Geschichte und Nutzung
Modellfotos und Planungen des zunächst als „Weender Tor - Nord“ bezeichneten Gebäudekomplexes wurden kurz vor Baubeginn 1971 in den Wirtschaftswerbe-Publikationen Städte forum und Remus, Architektur heute veröffentlicht. Darin wurde geworben, dass „am Nordrand des alten Stadtkerns […] ein städtebaulicher Akzent entstehen [werde], der in seiner Konzeption in Göttingen neu ist. Die im Planungsleitbild der Stadt angestrebte verdichtete Bebauung in der Nachbarschaft der historischen Wälle wird sich in diesem Bauvorhaben sichtbar manifestieren. Die Mischung städtischer Funktionen, wie Arbeiten, Wohnen, Einkaufen, Freizeit, werden hier in großzügiger Weise miteinander verzahnt. […] Das Gesamtbauvorhaben wird einen wesentlichen Beitrag zur geschäftlichen Aufwertung der nördlichen Weender Straße und der Weender Landstraße darstellen.“
Die Eröffnung erfolgte 1975. Das neue Gebäude mit damals modernen Nutzungskonzepten und Appartements und weiter Aussicht in den oberen Etagen diente auch als Postkartenmotiv. Neben Wohnungen und Appartements gab es außerdem ein Schwimmbad und eine Sauna. Die Wohnungen wurden teils vermietet, teils verkauft. Das Iduna-Zentrum befindet sich heute im Streubesitz; es soll mehrere Hundert Eigentümer geben.
1987 wurde der Gebäudekomplex von einem Göttinger Immobilienunternehmen übernommen. Das Schwimmbad und die Sauna wurden geschlossen.
Die beiden Fußgängerbrücken wurden in den Jahren 1993 bzw. 2003 abgerissen. Das einstige Prestigeobjekt wandelte sich seit den 1980er Jahren nach und nach zu einem „Problemhaus“ und sozialen Brennpunkt.
Zum Iduna-Zentrum gehören heute außer den Wohnappartements die Private Fachhochschule Göttingen (PFH), eine Firma, zwei Klubs und ein Café. Im Erdgeschoss betreibt der Verein Jugendhilfe Göttingen seit 2013 einen Familientreff.

## Rezeption und Medienecho
Nach den positiven Zeitschriften-Veröffentlichungen von 1971 ließ das Medieninteresse an der Architektur des Gebäudekomplexes nach. Ab der Jahrtausendwende folgte baukulturelle Kritik. So beanstandete der Göttinger Historiker Michael Römling an diesem Beispiel die städtische Planungspolitik: Spottend sah er als „letzte große Veredelungsoffensive die Fläche vor dem Weender Tor, wo das Idunazentrum bis heute beweist, dass ein attraktives Trabantenzentrum an der Peripherie einer Altstadt nicht in Beton zu verwirklichen ist.“ Entsprechend ironisch wurde das Iduna-Zentrum von den Bewohnern und im Volksmund auch als „Villa Kuntergrau“ bezeichnet.
Zugleich folgte die Entwicklung des Iduna-Zentrums zum sozialen Brennpunkt, so auch abgebildet im 2019 in Göttingen gedrehten „Tatort“-Film „Das verschwundene Kind“
2020 erlangte der Gebäudekomplex deutschlandweit Bekanntheit als „Corona-Hotspot“ aufgrund eines COVID-19-Ausbruchs unter einem Teil der Bewohner, der durch eine Abriegelung zu verschärften Infektionsschutzmaßnahmen des Ordnungsamtes führte.